# Queensrÿche
Queensrÿche je američki heavy/progresivni metal sastav iz Seattlea, osnovan 1981. godine. Osnivači grupe su Geoff Tate i Chirs De Garmo. Vrlo često se za opis stila grupe koristi i naziv "intelectual metal".

## Diskografija
Studijski albumi
- The Warning (1984.)
- Rage for Order (1986.)
- Operation: Mindcrime (1988.)
- Empire (1990.)
- Promised Land (1994.)
- Hear in the Now Frontier (1997.)
- Q2K (1999.)
- Tribe (2003.)
- Operation: Mindcrime II (2006.)
- American Soldier (2009.)
- Queensrÿche (2013.)
- Condition Hüman (2015.)
- The Verdict (2019.)

EP-ovi
- Queensrÿche (1983.)
- Overseeing the Operation (1989.)
- Anybody There? (2005.)

## Trenutni članovi
- Todd La Torre - vokal
- Eddie Jackson - bas
- Mike Stone - gitara
- Michael Wilton - gitara
- Scott Rockenfield - bubnjevi

## Bivši članovi
- Chirs De Garmo - gitara (1983. – 1997. & 2003.)
- Kelly Grey - gitara (1998. – 2001.)
- Geoff Tate - vokal (1982. – 2012.)

## Poveznice
- Službena stranica grupe